# Пауль Гербер
Пауль Гербер (1854–1909) — німецький фізик. Відомий своїми контроверсійними працями, присвяченими швидкості гравітації та зміщення перигелію Меркурія.
Навчався в Берліні протягом 1872—1875 років. У 1877 році став викладачем у «Реальній гімназії» (вища школа) у Старгард-Щецинському в Померанії.

## Праці з теорії гравітації

### Основи концепції
Підхід Гербера базується на електродинамічних законах Вільгельма Вебера, Гауса, та Рімана, які протягом 1870—1900 років широко використовувалися багатьма вченими для поєднання гравітації та електродинаміки. При цьому враховувалась скінченна швидкість розповсюдження гравітаційної взаємодії, з якої робились чисельні спроби знаходження коректного значення аномального зміщення перигелію Меркурія. В 1890 Моріс Леві здобув певний успіх шляхом комбінації законів Вебера та Рімана, тоді як швидкість розповсюдження гравітації була рівною швидкості світла. Проте, оскільки базисні закони Вебера та інших були не правильні (наприклад, закон Вебера передував рівнянням Максвелла), ці гіпотези були відхилені.
Однією із варіацій цих відхилених підходів (не зовсім буквально ґрунтованих на теорії Вебера) і була модель Ґербера, розроблена ним в
1898 та 1902. Припускаючи конечну швидкість розповсюдження гравітації, він розробив такий вираз для гравітаційного потенціалу:
{\displaystyle V={\frac {\mu }{r\left(1-{\frac {1}{c}}{\frac {dr}{dt}}\right)^{2}}}}
Використовуючи біноміальну теорему до другого порядку включно, можна отримати:
{\displaystyle V={\frac {\mu }{r}}\left[1+{\frac {2}{c}}{\frac {dr}{dt}}+{\frac {3}{c^{2}}}\left({\frac {dr}{dt}}\right)^{2}\right]}
Згідно з Ґербером, взаємозв'язок швидкості гравітації (c) та зміщення перигеллію Меркурія (Ψ) буде:
{\displaystyle c^{2}={\frac {6\pi \mu }{a(1-\epsilon ^{2})\Psi }}}
де
{\displaystyle \mu ={\frac {4\pi ^{2}a^{3}}{\tau ^{2}}}}, ε = ексцентриситет, a = велика піввісь, τ = орбітальний період.
Таким чином, Ґербер отримав для швидкості гравітації значення близько 305 000 км/с, що практично збігається зі швидкістю світла.

### Суперечності
Формула Ґербера дає для аномального зміщення перигелію Меркурія:
{\displaystyle \Psi =24\pi ^{3}{\frac {a^{2}}{\tau ^{2}c^{2}(1-\epsilon ^{2})}}}
Було відмічено Ейнштейном та критиком релятивістського підходу Ернст Герке в 1916, що ця формула є ідентичною з математичної точки зору до формули Ейнштейна для загальної теорії відносності (1915).
{\displaystyle \epsilon =24\pi ^{3}{\frac {a^{2}}{T^{2}c^{2}(1-e^{2})}}},
де e = ексцентриситет, a = велика піввісь орбіти, T = орбітальний період.
В 1917 році Герке опублікував репринт Гербера 1992 року в Annalen der Physik, де він поставив пріоритет Ейнштейна під сумнів, та звинуватив останнього в плагіаті. Проте згідно з Ейнштейном,, Клауса Хентшела та Роузвера, ці претензії були відхилені, оскільки зразу ж після републікації вчені подібні до Селіджера, Макс фон Лауе опублікували статті, в яких було сказано, що підхід Ґербера є несумісним із фізичними явищами, а його формула не є наслідком його попередніх припущень. Проте, це зовсім не означає, що такий підхід не може бути використаний як перше модельне наближення.
Останнім часом Роузвер аргументував, що підхід Гербера є не досить ясним, і тому він сам зробив спробу його прояснити (проте і підхід Роузвера також був розкритикований). Цікаво, що Роузвер відмітив, що формула Ґербера для відхилення світла біля Сонця дає в два рази більше значення ніж аналогічна формула Ейнштейна. На думку Роузвера, статус «теорії гравітації» буде тим вищий, чим більше «тестів на вошивість» вона проходить. У випадку загальної теорії відносності ми маємо всі три тести, тобто перигелій Меркурія, відхилення світла в гравітаційному полі, та червоне зміщення. Підхід Ґербера дав збій на другому тесті, проте це зовсім не означає, що використання потенціалів, що запізнюються зовсім не має перспектив в сучасній фізиці.